# Časovni pregled izumov
Seznam časovni pregled izumov na pregleden način predstavlja čas nastopa najpomembnejših izumov. Izumi so plod razmišljanja in delovanja posameznikov, včasih pa tudi več posameznikov ali skupin ljudi. Nekatere izumitelje poznamo, drugih ne, vendar je vsak od njih pustil za seboj kamenček v ogromnem mozaiku razvoja človeške družbe. Ne poznamo vseh izumiteljev, vendar pa poznamo izume, ki so jih zapustili.

### 3. tisočletje pr. n. št.
- - 2800 pr. n. št.: Milo v Babilonu,
  - uporaba kvasa - (droži) v Sumeriji,
  - fermentacija za izdelavo vina v Egiptu in piva v Sumeriji,

### 2. tisočletje pr. n. št.
- - steklo v Egiptu,
  - guma (kavčuk) v Srednji Ameriki,
  - vodna ura v starem Egiptu,
  - zvonci na Kitajskem,

### 1. tisočletje pr. n. št.
- obok (velb), arkada v Grčiji,
- 600 pr. n. št.: kovanci v Lidiji,1 rezila
- 400 pr. n. št.: katapult v Sirakuzi,Italija,
- 300 pr. n. št.: vijak (Arhistas) v Grčiji,
- 300 pr. n. št.: kompas na Kitajskem,
- 200 pr. n. št.: križni lok na Kitajskem,
- 200 pr. n. št.: sestavljeni škripec (Arhimed) v Grčiji,
- 200 pr. n. št.: odometer (Arhimed ?),
- 200 pr. n. št.: Arhimedov vijak (Arhimed),
- 180 pr. n. št.: papir na Kitajskem,
- 150 pr. n. št.: urni mehanizem (mehanizem z Antikitere),
- 150 pr. n. št.: astrolab (Hiparh) v Grčiji,
- 100 pr. n. št.: pihano steklo v Siriji,

### 1. tisočletje

#### 9. stoletje
- smodnik,

### 2. tisočletje

#### 15. stoletje
- 1440: tiskarski stroj (Johannes Gutenberg),
- 1500: svinčnik,
- 1500: bager,

#### 16. stoletje
- 1509: stenske prevleke, primež in vijačni ključ,
- 1580: časopis,
- 1588: nihalo,
- 1589: pletilni okvir,
- 1590: mikroskop,
- 1592: toplomer,
- 1600: pošet (lesena palica razdeljena na palce, danes pa na cm),

#### 17. stoletje
- 1608: daljnogled,
- 1614: logaritmi,
- 1621: logaritemsko računalo,
- 1640: drobnomer (za astronomska opazovanja),
- 1642: računski stroj,
- 1643: tlakomer,
- 1658: ura na pero,
- 1659: zračna črpalka,
- 1666: infinitezimalni račun,
- 1676: univerzalni zg

#### 18. stoletje
- 1709: klavir,
- 1714: živosrebrni termometer,
- 1716: potapljaški zvon,
- 1731: sekstant,
- 1733: tkalski čolniček in sejalnik,
- 1735: mornariški kronometer,
- 1765: parni stroj
- 1770: predilni stroj,
- 1772: papirna kaša,
- 1775: splakovalno stranišče,
- 1782: signalizacija,
- 1783: balon na topli zrak,
- 1786: mlatilnica,
- 1789: čebelji panj in centrifugalni regulator (prva povratna zveza),
- 1790: šivalni stroj,
- 1790: zobni sveder,
- 1791: metrični sistem,
- 1792: signalizacija in odzrnjevalnik bombaža,
- 1794: kroglični ležaj,
- 1795: hidravilična stiskalnica,
- 1796: vakcinacija (cepljenje),
- 1797: padalo,
- 1798: litografija,
- 1798: parnik,
- 1799: apneno belilo in anestetiki,
- 1800: baterija (Voltovi stebri),
- 1800: infrardeče valovanje (William Herschel),

#### 19. stoletje

##### 1800.
- 1801: plinska razsvetljava
- 1805: podmornica (Nautilus)
- 1805: hladilnik
- 1807: parnik (Clermont)

##### 1810.
- 1810: ultravijolična svetilka
- 1812: hidravlično dvigalo
- 1812: tiskarski stroj
- 1814: spektroskop
- 1814: parna lokomotiva
- 1815: rudarska varnostna svetilka
- 1816: gasilni aparat
- 1816: stetoskop
- 1816: metronom
- 1818: transfuzija krvi

##### 1820.
- 1820: elastika
- 1821: elektromotor (Michael Faraday)
- 1821: termopar
- 1821: Braillova pisava
- 1823: vžigalnik
- 1823: elektromagnet
- 1826: fotografija
- 1826: stroj za žetev koruze
- 1827: vžigalice
- 1827: ladijski vijak (Josef Ressel)
- 1827: izolirani vodnik

##### 1830.
- 1830: železnica
- 1830: konserviranje
- 1830: kolobarjenje
- 1830: kosilnica
- 1830: mlatilnica
- 1831: dinamo
- 1831: transformator
- 1832: tramvaj
- 1832: trolejbus
- 1832: galvanometer
- 1832: parno kladivo
- 1833: ladijski vijak
- 1833: potapljaški oklep
- 1834: hlajenje
- 1835: pištola (Colt)
- 1835: Morsejeva abeceda
- 1837: žični telegraf
- 1839: dvokolo (bicikel)

##### 1840.
- 1840: pisemska znamka
- 1841: vulkanizirani kavčuk
- 1844: električni telegraf
- 1847: plinska maska

##### 1850.
- 1851: pralni stroj
- 1854: tlivka
- 1855: Bunsenov gorilnik (Robert Wilhelm Bunsen)
- 1855: Bessemerjev proces taljenja železa (Henry Bessemer)
- 1856: celuloid (Alexander Parkes)
- 1858: telegrafski podmorski kabel (Frederik Newton Gisborne)
- 1859: vrtalna naprava za nafto (Edwin L. Drake)

##### 1860.
- 1862: dinamit (Alfred Nobel)
- 1862: podmornica (z motorjem)
- 1866: pisalni stroj (Peter Miterhofer)
- 1867: dinamo (Ernst Werner von Siemens)
- 1869: telegraf (Thomas Alva Edison)

##### 1870.
- 1876: Ottov motor (Nikolaus August Otto)
- 1876: telefon (Gray in Bell)
- 1877: mikrofon (Emile Berliner)
- 1877: fonograf (Thomas Alva Edison)
- 1879: navadna električna žarnica (Thomas Alva Edison)

##### 1880.
- 1881: elektroobločno varjenje (Nikolay Benardos)
- 1881: detektor kovin (Alexander Graham Bell)
- 1882: električni štedilnik (Thomas Ahearn)
- 1885: električni transformator
- 1885: avtomobil (Karl Benz)
- 1885: motorno kolo
- 1878: bolometer (Samuel Pierpont Langley)
- 1886: pomivalni stroj (Josephine Cochrane)
- 1887: fotoelektrični pojav (Heinrich Rudolf Hertz)
- 1888: pnevmatika (John Boyd Dunlop)
- 1889: traktor

##### 1890.
- 1891: filmska kamera (Thomas Alva Edison)
- 1892: Dieselski motor (Rudolf Diesel)
- 1893: ustna voda (Karel August Lingner)
- 1893: neonska svetloba (Nikola Tesla)
- 1895: radijski sprejemnik
- 1895: Rentgenski žarki (Wilhelm Röntgen)

#### 20. stoletje

##### 1900.
- 1901: sesalnik za prah (Hubert Booth)
- 1903: Motorno letalo (brata Wright)
- 1905: verižna žaga (Samuel J. Bens)
- 1908: celofan (Jacques Edwin Brandenberger)

##### 1910.
- 1910: slušalke
- 1911: klimatska naprava
- 1913: zadrga
- 1915: tank

##### 1920.
- 1920: samolepilni obliž
- 1921: gumi trak (elastika)
- 1925: televizija (John Logie Baird)
- 1928: penicilin (Aleksander Fleming)
- 1929: papirni žepni robček

##### 1930.
- 1930: prvi izdelan magnetofon

- 1932: sulfonamid (prašek, zdravilo)
- 1932: zložljivi dežnik (teleskopski)
- 1932: električna kitara
- 1935: radar
- 1936: helikopter
- 1938: računalnik
- 1938: kserografija

##### 1940.
- 1942: jedrski reaktor (Enrico Fermi)
- 1945: mikrovalovna pečica (Percy Spencer)
- 1948: tranzistor
- 1948: kamera s takoj razvito sliko
- 1949: črtna koda

##### 1950.
- 1951: video snemalnik
- 1953: preiskava z ultrazvokom
- 1954: sončna celica
- 1957: umetni satelit
- 1958: pacemaker
- 1958: modem
- 1958: video igra
- 1958: integrirano vezje

##### 1960.
- 1960: laser
- 1962: svetleča dioda (LED)
- 1963: kompaktna kaseta
- 1969: video kaseta

##### 1970.
- 1971: mikroprocesor
- 1971: elektronska pošta (E-mail)
- 1972: igralna konzola
- 1972: zaslon na dotik
- 1979: mobilni telefon

##### 1980.
- 1980: kompaktni disk (CD)
- 1980: bliskovni pomnilnik (Flash memory)
- 1981: prenosnik
- 1981: 3D-tiskanje

##### 1990.
- 1990: internet (WWW)
- 1997: MP3 predvajalnik
- 1997: Viagra: Pfizer Inc.
- 1999: IEEE 802.11b
- 1999: Bluetooth

#### 21. stoletje

##### 2000:)
- 2001: digitalni satelitski radio
- 2001: umetno srce